# Antoni Malczewski
Antoni Malczewski (n. 3 iunie 1793 - 2 mai 1826) a fost un poet romantic polonez.
Prin Maria (1825), poem al dragostei nefericite și considerat capodopera byronismului polonez, devine creatorul poemului romantic național.
Prin acesta, pătrunde în literatura polonă sentimentul romantic al naturii, participarea la starea  sufletească a personajelor.
A participat la Războaiele Napoleoniene în armata Ducatului Varșoviei.
Rănit la picior într-un duel, se retrage din cadrul forțelor armate.
O perioadă a practicat alpinismul și în 1818 a escaladat vârful Mont Blanc.
În 1824 se mută la Varșovia și se apucă de literatură.
Opera sa a influențat scriitori ca  Adam Mickiewicz sau Joseph Conrad.